# Gilberto Oliveira Souza Júnior
Gilberto Oliveira Souza Júnior (Piranhas, Alagoas, 5 de junio de 1989), más conocido solo como Gilberto, es un futbolista brasileño que juega como delantero en el E.C. Juventude de Brasil.

## Clubes
| Club                         | País                   | Año       |
| ---------------------------- | ---------------------- | --------- |
| Santa Cruz F. C.             | Brasil                 | 2009-2011 |
| Vera Cruz F. C. (cedido)     | Brasil                 | 2010      |
| S. C. Internacional          | Brasil                 | 2011-2013 |
| Sport Recife (cedido)        | Brasil                 | 2012      |
| Portuguesa (cedido)          | Brasil                 | 2013      |
| Toronto F. C.                | Canadá                 | 2014-2015 |
| C. R. Vasco da Gama (cedido) | Brasil                 | 2015      |
| Chicago Fire                 | Estados Unidos         | 2015-2016 |
| São Paulo F. C.              | Brasil                 | 2016-2017 |
| Yeni Malatyaspor             | Turquía                | 2018      |
| E. C. Bahía                  | Brasil                 | 2018-2021 |
| Al-Wasl F. C.                | Emiratos Árabes Unidos | 2022-2023 |
| Cruzeiro E. C.               | Brasil                 | 2023      |
| E. C. Juventude              | Brasil                 | 2024-     |

## Palmarés

### Campeonatos regionales
| Título                  | Club                | Estado/s           | Año  |
| ----------------------- | ------------------- | ------------------ | ---- |
| Copa Pernambuco         | Santa Cruz F. C.    | Pernambuco         | 2010 |
| Campeonato Pernambucano | Santa Cruz F. C.    | Pernambuco         | 2011 |
| Campeonato Gaucho       | S. C. Internacional | Río Grande del Sur | 2012 |
| Campeonato Gaucho       | S. C. Internacional | Río Grande del Sur | 2013 |
| Campeonato Carioca      | Vasco da Gama       | Río de Janeiro     | 2015 |
| Copa do Nordeste        | E. C. Bahia         | Región Nordeste    | 2021 |

### Campeonatos internacionales
| Título              | Club                | País         | Año  |
| ------------------- | ------------------- | ------------ | ---- |
| Recopa Sudamericana | S. C. Internacional | Porto Alegre | 2011 |

### Distinciones individuales
| Distinción                                     | Año  |
| ---------------------------------------------- | ---- |
| Mejor atacante del Campeonato Pernambucano     | 2011 |
| Mejor jugador de la 24.ª fecha del Brasileirão | 2013 |
| Mejor jugador de la 26.ª fecha del Brasileirão | 2013 |
| Goleador de la Copa do Nordeste (8 goles)      | 2019 |
| Goleador de la Copa do Nordeste (8 goles)      | 2021 |